# Nordic Combined Triple
Das Nordic Combined Triple ist ein eigenständiges Wettkampfformat im Rahmen des Weltcups der Nordischen Kombination, das im Januar 2014 erstmals bei den Männern ausgetragen wurde. Das Triple besteht aus drei Wettkämpfen nach der Gundersen-Methode, die an einem Wochenende durchgeführt werden. Traditionell findet das Wettkampfwochenende in Seefeld in Tirol statt. Aufgrund der Nordischen Skiweltmeisterschaften in Seefeld wurde das Triple 2019 im französischen Chaux-Neuve veranstaltet. Rekordsieger ist der Deutsche Eric Frenzel. Im Frühjahr 2025 wurde das Triple erstmals auch im Rahmen des Weltcups der Frauen ausgetragen.

## Format
In den ersten Austragungsjahren bestand das Triple aus der folgenden Wettkampfreihe: Der erste Wettkampf bestand aus einem Springen und einem 5-Kilometer-Lauf, der zweite aus einem Springen und einem 10-Kilometer-Lauf und der letzte aus einem Springen mit zwei Durchgängen und einem 15-Kilometer-Lauf. Das Alleinstellungsmerkmal des Triples war die Berücksichtigung der Zeitrückstände der Wettbewerbe an den folgenden Wettkampftagen. So wurden die Zeitrückstände vom ersten Wettkampf in Punktrückstände für das Springen des zweiten Wettbewerbs umgerechnet. Dies geschah analog auch für den letzten Wettkampftag, sodass der Gesamtsieger auch als erstes die Ziellinie des abschließenden Laufes passierte. Darüber hinaus gab es abseits der üblichen Nationenquoten für den ersten Wettbewerb keine Teilnehmerbegrenzung. Erst für das zweite Rennen wurde das Starterfeld auf die besten 50 Athleten des Vortages reduziert, ehe am letzten Wettkampftag nur noch die besten 30 Kombinierer startberechtigt waren. Für die erste und zweite Etappe gab es die Hälfte der üblichen Weltcuppunkte, für die Endwertung das Zweifache.
Zwischenzeitlich gab es kleine Änderungen im Format, sodass am letzten Wettkampftag nur noch ein Sprungdurchgang in die Wertung einfloss. Zudem waren 40 Athleten für den letzten Wettbewerb zugelassen. Zur  Saison 2021/22 gab es größere Veränderungen im Format. So wurden zunächst die Laufdistanzen geändert. Fortan besteht das Triple aus drei Gundersen-Wettbewerben mit einem 7,5-Kilometer, einem 10-Kilometer sowie einem 12,5-Kilometer-Lauf. Des Weiteren wurde das Teilnehmerfeld am letzten Wettkampftag auf 50 Athleten erhöht. Weiterhin ist derjenige Athlet, der den dritten Wettkampf gewinnt, gleichzeitig der Gesamtsieger. Auch die Aufteilung der Weltcuppunkte, nach der es an den ersten beiden Wettkampftagen nur halbe Weltcuppunkte, dafür aber nach dem letzten Rennen die doppelte Anzahl an Weltcuppunkten gibt, bleibt bestehen. Die größte Regeländerung betrifft jedoch das Punktesystem. So werden die Zeitrückstände nicht mehr in Punktrückstände für das Springen des Folgetages umgewandelt. Stattdessen gibt es gemäß der folgenden Tabelle fixe Punkte für die jeweils erreichte Platzierung, die die Athleten zum folgenden Wettkampf mitbringen. Auf einer Normalschanze entsprechen 2,0 Punkte einem Meter.
Umrechnungssystem ab 2022
| Platz  | 1   | 2   | 3   | 4   | 5   | 6   | 7   | 8   | 9   | 10  | 11  | 12  | 13  | 14  | 15  |
| Punkte | 6,2 | 5,2 | 4,5 | 3,7 | 3,0 | 2,5 | 2,2 | 2,0 | 1,7 | 1,5 | 1,2 | 1,0 | 0,8 | 0,5 | 0,2 |

## Weltcuppunktesystem
Bis 2023
| Platz              | 1   | 2   | 3   | 4   | 5  | 6  | 7  | 8  | 9  | 10 | 11 | 12 | 13 | 14 | 15 | 16 | 17 | 18 | 19 | 20 | 21 | 22 | 23 | 24 | 25 | 26 | 27 | 28 | 29 | 30 |
| Punkte Tag 1 und 2 | 50  | 40  | 30  | 25  | 23 | 20 | 18 | 16 | 15 | 13 | 12 | 11 | 10 | 9  | 8  | 8  | 7  | 7  | 6  | 6  | 5  | 5  | 4  | 4  | 3  | 3  | 2  | 2  | 1  | 1  |
| Punkte Tag 3       | 200 | 160 | 120 | 100 | 90 | 80 | 72 | 64 | 58 | 52 | 48 | 44 | 40 | 36 | 32 | 30 | 28 | 26 | 24 | 22 | 20 | 18 | 16 | 14 | 12 | 10 | 8  | 6  | 4  | 2  |

Seit 2024
| Platz              | Platz              | 1   | 2   | 3   | 4   | 5   | 6   | 7   | 8  | 9  | 10 | 11 | 12 | 13 | 14 | 15 | 16 | 17 | 18 | 19 | 20 | 21 | 22 | 23 | 24 | 25 | 26 | 27 | 28 | 29 | 30 | 31 | 32 | 33 | 34 | 35 | 36 | 37 | 38 | 39 | 40 |
| Punkte Tag 1 und 2 | Punkte Tag 1 und 2 | 50  | 45  | 40  | 35  | 30  | 28  | 26  | 25 | 23 | 22 | 20 | 19 | 18 | 17 | 16 | 15 | 14 | 13 | 12 | 11 | 10 | 10 | 9  | 9  | 8  | 8  | 7  | 7  | 6  | 6  | 5  | 5  | 4  | 4  | 3  | 3  | 2  | 2  | 1  | 1  |
| Punkte Tag 3       | Punkte Tag 3       | 200 | 180 | 160 | 140 | 120 | 110 | 104 | 98 | 92 | 86 | 60 | 76 | 72 | 68 | 64 | 60 | 56 | 52 | 48 | 44 | 40 | 36 | 36 | 36 | 32 | 28 | 28 | 28 | 24 | 20 | 20 | 20 | 16 | 12 | 12 | 12 | 8  | 4  | 4  | 4  |

## Siegerinnen und Sieger
Die folgenden Listen enthalten alle Siegerinnen und Sieger sowie die Zweit- und Drittplatzierten dieses Wettbewerbs in der Nordischen Kombination.
Männer
| Jahr | Austragungsort   | Sieger                 | Zweiter            | Dritter            |
| ---- | ---------------- | ---------------------- | ------------------ | ------------------ |
| 2014 | Seefeld in Tirol | Eric Frenzel           | Håvard Klemetsen   | Magnus Moan        |
| 2015 | Seefeld in Tirol | Eric Frenzel -2-       | Håvard Klemetsen   | Akito Watabe       |
| 2016 | Seefeld in Tirol | Eric Frenzel -3-       | Akito Watabe       | Fabian Rießle      |
| 2017 | Seefeld in Tirol | Eric Frenzel -4-       | Johannes Rydzek    | Bernhard Gruber    |
| 2018 | Seefeld in Tirol | Akito Watabe           | Jarl Magnus Riiber | Fabian Rießle      |
| 2019 | Chaux-Neuve      | Mario Seidl            | Fabian Rießle      | Franz-Josef Rehrl  |
| 2020 | Seefeld in Tirol | Jarl Magnus Riiber     | Jørgen Graabak     | Vinzenz Geiger     |
| 2021 | Seefeld in Tirol | Jarl Magnus Riiber -2- | Ilkka Herola       | Akito Watabe       |
| 2022 | Seefeld in Tirol | Jørgen Graabak         | Johannes Lamparter | Jarl Magnus Riiber |
| 2023 | Seefeld in Tirol | Johannes Lamparter     | Julian Schmid      | Jens Lurås Oftebro |
| 2024 | Seefeld in Tirol | Jarl Magnus Riiber -3- | Jørgen Graabak     | Stefan Rettenegger |
| 2025 | Seefeld in Tirol | Vinzenz Geiger         | Jarl Magnus Riiber | Jens Lurås Oftebro |

Frauen
| Jahr | Austragungsort   | Sieger              | Zweiter              | Dritter      |
| ---- | ---------------- | ------------------- | -------------------- | ------------ |
| 2025 | Seefeld in Tirol | Nathalie Armbruster | Gyda Westvold Hansen | Haruka Kasai |